# Paulo Antônio de Paranaguá
Paulo Antônio Paranaguá (19 de noviembre de 1948 en Río de Janeiro, Brasil) es un historiador de cine, cineasta surrealista y periodista.

## Reseña biográfica
Paulo Antônio Paranaguá es el hijo de Glorinha Paranaguá, una diseñadora de accesorios de Ipanema y Paulo Henrique de Paranaguá. Se crio en Río de Janeiro donde estudió arte e historia, aunque de pequeño vivió una temporada en Madrid.
En 1967 integró el movimiento cinematográfico surrealista, junto a Sérgio y Leila Lima. En 1975, huyó con su esposa a Buenos Aires ante el régimen de tortura en Brasil. Desde mayo de 1975 hasta enero de 1976, su esposa María Regina Pilla y él fueron secuestrados por servicios de inteligencia como parte de la Operación Cóndor. Fueron liberados mediante contactos políticos de su padre.
A finales de los años 70 se trasladó a Barcelona y estudió cine con Roman Gubern. En 1982, se mudó a París, donde vive desde entonces. Allí ha trabajado como periodista cultural, organizador de festivales y curador de muestras y retrospectivas. Se doctoró en Historia del cine en la Sorbonne de París. 
Autor de una docena de libros, es uno de los historiadores de cine latinoamericanos más importantes. Su planteo sobre la necesidad de estudiar el cine de América Latina mediante un enfoque comparatista, ha sido clave para la historia del cine contemporánea.

## Obras
- Cinéma brésilien 1970-1980 (1983)
- O cinema na América Latina (1985)
- Cinema cubain (1990)
- Mexican Cinema (1995)
- Arturo Rispetein: la espiral de la identidad (1997)
- Le cinéma en Amérique Latine: le miroir éclaté, historiographie et comparatisme (2000)
- Luis Buñuel. Él: estudio crítico (2001)
- Tradición y modernidad en el cine de América Latina (2003)
- Cine documental en América Latina (2003)
- A invenção do cinema brasileiro. Modernismo em três tempos (2014)